# شرکت ملی راه‌آهن فرانسه
شرکت ملی راه‌آهن فرانسه (به فرانسوی: Société Nationale des Chemins de fer Français) یا مختصراً اس‌ان‌سی‌اف، (به انگلیسی: SNCF) شرکت دولتی راه‌آهن فرانسوی است، که مالک تمامی خطوط ریلی واقع در فرانسه، موناکو و نیز خطوط سریع ریل آهن ت ژ و محسوب می‌شود.
شرکت اس‌ان‌سی‌اف در سال ۱۹۳۸ با ملی‌سازی ۵ شرکت راه‌آهن فرانسوی راه‌اندازی شد و در حال حاضر مالک شبکه‌ای از ۳۲٬۰۰۰ کیلومتر خطوط راه‌آهن، ۱٬۸۰۰ کیلومتر خطوط ریلی پرسرعت، ۱۴٬۵۰۰ کیلومتر خطوط راه‌آهن برقی و بیش از ۱۴٬۰۰۰ ترن در ۱۲۰ کشور جهان می‌باشد.
دفتر مرکزی این شرکت در شهر پاریس، فرانسه قرار دارد. شرکت اس‌ان‌سی‌اف در سال ۲۰۱۰ در رتبه ۲۲ از فهرست بزرگترین شرکت‌های فرانسه قرار گرفت. این شرکت در همین سال (۲۰۱۰) رتبه ۲۱۴ از فهرست فورچون جهانی ۵۰۰ از بزرگترین شرکت‌های جهان را به خود اختصاص داد.